# Wereldbeker schaatsen 2008/2009 - Wereldbeker 6 - 1e 1000 meter mannen
De zevende van 10 wedstrijden voor de wereldbeker schaatsen 1000 meter werd gehouden op 24 januari 2009 in Kolomna.

## Uitslag A-divisie
| rang   | schaatser                | tijd     | punten |
| ------ | ------------------------ | -------- | ------ |
| Goud   | Denny Morrison           | 1.08,71  | 100    |
| Zilver | Stefan Groothuis         | 1.08,97  | 80     |
| Brons  | Jevgeni Lalenkov         | 1.09,02  | 70     |
| 4      | Keiichiro Nagashima      | 1.09,40  | 60     |
| 5      | Tadashi Obara            | 1.09,53  | 50     |
| 6      | Jan Bos                  | 1.09,84  | 45     |
| 7      | Kyle Parrott             | 1.09,87  | 40     |
| 8      | Simon Kuipers            | 1.09,99  | 36     |
| 9      | Mika Poutala             | 1.10,01  | 32     |
| 10     | Mark Tuitert             | 1.10,09  | 28     |
| 11     | Sjoerd de Vries          | 1.10,144 | 24     |
| 12     | Nick Pearson             | 1.10,148 | 21     |
| 13     | Aleksandr Lebedev        | 1.10,16  | 18     |
| 14     | Chris Needham            | 1.10,38  | 16     |
| 15     | François Olivier Roberge | 1.10,67  | 14     |
| 16     | Frank Steiner            | 1.11,25  | 12     |
| 17     | Muncef Ouardi            | 1.11,57  | 10     |
| 18     | Dmitri Lobkov            | 1.35,41  | 8      |
| 19     | Samuel Schwarz           | DQ       | 0      |

## Loting
| rit | binnenbaan       | buitenbaan               |
| --- | ---------------- | ------------------------ |
| 1   | Jan Bos          |                          |
| 2   | Kyle Parrott     | Chris Needham            |
| 3   | Frank Steiner    | Muncef Ouardi            |
| 4   | Jevgeni Lalenkov | Nick Pearson             |
| 5   | Sjoerd de Vries  | Aleksandr Lebedev        |
| 6   | Dmitri Lobkov    | Tadashi Obara            |
| 7   | Mika Poutala     | Samuel Schwarz           |
| 8   | Mark Tuitert     | François Olivier Roberge |
| 9   | Simon Kuipers    | Keiichiro Nagashima      |
| 10  | Denny Morrison   | Stefan Groothuis         |

## Top 10 B-divisie
| rang | schaatser         | tijd    | punten |
| ---- | ----------------- | ------- | ------ |
| 1    | Ermanno Ioriatti  | 1.10,45 | 25     |
| 2    | Brent Aussprung   | 1.10,99 | 19     |
| 3    | Takaharu Nakajima | 1.11,02 | 15     |
| 4    | Tuomas Nieminen   | 1.11,24 | 11     |
| 5    | Eleksey Yesin     | 1.11,37 | 8      |
| 6    | Yuya Oikawa       | 1.11,39 | 6      |
| 7    | Timofey Skopin    | 1.11,49 | 4      |
| 8    | Zhang Zhongqi     | 1.11,68 | 2      |
| 9    | Eric Rauschenbach | 1.11,94 | 1      |
| 10   | Pasi Koskela      | 1.11,97 | 0      |